# Тотори
Тотори (јап. 鳥取市) град је у Јапану у префектури Тотори. Према попису становништва из 2005. у граду је живело 201.727 становника.

## Становништво
Према подацима са пописа, у граду је 2005. године живело 201.727 становника.
| 1995.   | 2000.   | 2005.   |
| ------- | ------- | ------- |
| 197.959 | 200.744 | 201.727 |

## Партнерски градови
- Ханау
- Куширо
- Химеџи
- Ивакуни
- Chongju
- Суџоу